# Џон Астин
Џон Ален Естин (енгл. John Allen Astin; рођен 30. марта 1930. у Балтимору), амерички је позоришни, филмски, и ТВ глумац, који се појављивао у бројним филмовима и телевизијским серијама. Најпознатији је по улози Гомеза Адамса у серији Породица Адамс, Роја Слејда у филму Зли Рој Слејд и по другим једнако ексцентричним комичним ликовима.
Појавио се у бројним филмовима од којих су познати Кенди (1968), Ко се боји духа још? (1996) и многи други.‎
Његов пасторак је познати амерички глумац Шон Астин.